# Rocanrol bumerang
Rocanrol bumerang es el nombre del noveno álbum en la carrera del roquero español Miguel Ríos, Fue lanzado al mercado por Polydor en 1980. El disco se empieza a grabar a principios de febrero en los estudios Eurosonic de Madrid bajo la supervisión de Pepe Loeches, finalizándose en los estudios N Sound de Colonia con Gunter Kasper. Las mezclas se hicieron en marzo por Conny Plank en los Conny's Studios en Wolperath, Colonia.

## Lista de canciones
1. "Rocanrol bumerang" (M. Ríos/M. Prado Sánchez) - 3:00
2. "Santa Lucía" (R. Narvaja) - 3:46
3. "Nueva ola" (F. Vázquez/J. Vargas) - 3:00
4. "Lua, Lua, Lua" (M. Ríos) 2:30
5. "Compañera" (R. Guillermo/M. Ríos) - 3:46
6. "La canción de los 80" (R. Narvaja/M. Ríos) - 4:11
7. "La ciudad de neón" (M. Ríos/M. Prado Sánchez)
8. "El laberinto" (M. Ríos/J. Vargas) - 3:44
9. "El sueño espacial" (M. Ríos/M. Díaz) - 5:40

## Músicos del disco
- Miguel Ríos – voz
- Roque Narvaja – guitarra acústica en “Santa Lucía” y “La canción de los 80”
- Tato Gómez – bajo y voces
- Willy Ketzer – batería
- Mario Argandoña – batería, percusión y voces
- Emilio Álvarez – guitarras en “El laberinto”
- Javier Vargas – guitarras en “Lua, Lua, Lua” y “La ciudad de Neón”
- John Parsons – guitarras en “Santa Lucía”, “Nueva ola” y “El sueño espacial”
- Juan Cerro – guitarras en “La canción de los 80”
- Salvador Domínguez – guitarras en “Rocanrol bumerang” y “El laberinto”
- Chico de los Reyes – clavinet en “La ciudad de Neón”, piano en “Compañera” y “La ciudad de Neón”
- Rainer Bruninghaus – teclados
- Rafael Guillermo – piano
- Clarito Nasch – Percusión
- Carlos Narea – voces

Producido por Miguel Ríos, Carlos Narea y Tato Gómez para POLYDOR, S.A.
- Datos: Q6110229